# فوبوس (قمر)

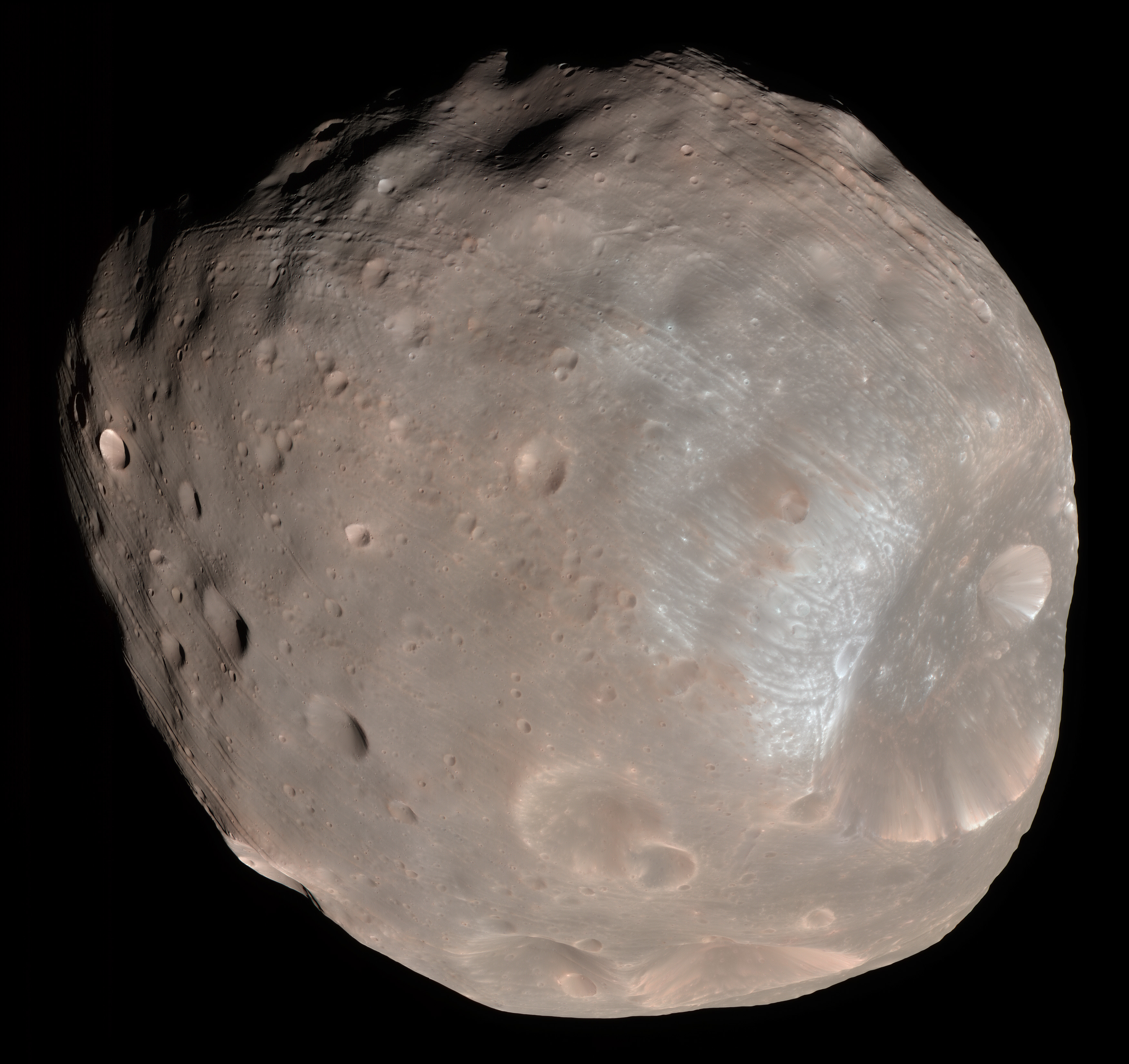
نگاره‌ای ثبت‌شده در سال ۲۰۰۸ میلادی، توسط مدارگرد شناسایی مریخ از فوبوس، یکی از قمرهای سیاره بَهرام.

فوبوس بزرگ‌ترین و نزدیک‌ترین قمر سیارهٔ بهرام (مریخ) است. بهرام دو قمر دارد. نام فوبوس از روی نام پسر آرِس (مارس) در افسانه‌های یونانی گرفته شده‌است. فوبوس از همهٔ قمرهای منطومهٔ خورشیدی به کرهٔ خود نزدیک‌تر است و تنها ۶٬۰۰۰ کیلومتر از بهرام فاصله دارد. میانگین شعاع فوبوس حدود ۱۱ کیلومتر است. فوبوس، یکی از کم انعکاس‌ترین اجسام در منظومهٔ خورشیدی است. بزرگ‌ترین حفره بر روی سطح فوبوس، حفرهٔ استیکنی (Stickney) نام دارد. سرعت حرکت فوبوس به دور بهرام سریع‌تر از حرکت بهرام به دور خودش است.
فوبوس، نخستین‌بار توسط آساف هال (Asaph Hall)، ستاره‌شناس آمریکایی در ۱۸ اوت سال ۱۸۷۷ کشف شد. این ستاره‌شناس، قمر دیگر بهرام یعنی دیموس را نیز کشف کرد.
محققان فوبوس را محل مناسب برای فرود می‌دانند، در دو سوم مسیر گردش فوبوس به دور مریخ، آسمان این قمر به وسیلهٔ مریخ پوشیده که باعث محافظت انسان در برابر اشعهٔ کیهانی و اشعهٔ فرابنفش خورشید میشود.
منشأ پیدایش این قمر به صورت کامل شناخته‌شده نیست. در برخی مطالعات فوبوس و دیموس به عنوان سیارک‌هایی که توسط میدان گرانش مریخ اسیر شده‌اند ذکر شده‌اند و در برخی مطالعات آن‌ها را حاصل برخورد جسمی دیگر به مریخ می‌دانند. مطالعات اخیر نشان می‌دهد فوبوس و دیموس حاصل از هم گسیخته شدن یک قمر بزرگ‌تر در حدود ۲٫۷-۱ میلیارد سال پیش هستند.